# 清水洞
清水洞是位於馬來西亞砂拉越姆祿山國家公園的洞穴系統，被認為是世界上體積最大的互連洞穴系統之一，也是世界上第9長的洞穴，2020年已探明的長度達236.796公里。